# داده‌های رسته‌ای
در آمار، داده‌های رسته‌ای (به انگلیسی: Categorical data) به داده‌هایی گفته می‌شود که مقادیر مشاهده‌شده به یکی از دسته‌ها تعلق داشته‌باشد. مثال‌هایی از این داده‌ها گروه خونی افراد، استان محل زندگی افراد یا انواع سنگ (آذرین، رسوبی، یا دگرگونی) است. یکی از روش‌های تحلیل این نوع داده، تبدیل یک متغیر با k دسته به k متغیر دودویی به صورتی است که هر متغیر بودن در هر دسته را نشان دهد.